# Страцин
Страцин (мкд. Страцин) је насеље у Северној Македонији, у северном делу државе. Страцин је у оквиру општине Кратово.
У Страцину се налази важно путно чвориште у Северној Македонији, где се пут Скопље - Софија укршта са путем ка југу (долине Брегалнице и Струмице).

## Географија
Страцин је смештен у северном делу Северне Македоније. Од најближег града, Куманова, село је удаљено 30 km источно.
Село Страцин се налази у историјској области Средорек. Насеље је положено у долини Криве реке, на приближно 680 метара надморске висине.
Месна клима је умерено континентална.

## Историја
У месту је радила српска народна школа између 1868-1884. године.

## Становништво
Страцин је према последњем попису из 2002. године имао 185 становника. Од тога огромну већину чине етнички Македонци (99%), а остатак су Срби.
Претежна вероисповест месног становништва је православље.